# Tunnel Hill
Tunnel Hill is een plaats (city) in de Amerikaanse staat Georgia, en valt bestuurlijk gezien onder Whitfield County.

## Demografie
Bij de volkstelling in 2000 werd het aantal inwoners vastgesteld op 1209.
In 2006 is het aantal inwoners door het United States Census Bureau geschat op 1089, een daling van 120 (-9,9%).

## Geografie
Volgens het United States Census Bureau beslaat de plaats een oppervlakte van
3,9 km², geheel bestaande uit land. Tunnel Hill ligt op ongeveer 275 m boven zeeniveau.

## Plaatsen in de nabije omgeving
De onderstaande figuur toont nabijgelegen plaatsen in een straal van 20 km rond Tunnel Hill.